# الخطوط الجوية الأنغولية رحلة 462
وقع حادث تحطم طائرة بوينج 737 التابعة للخطوط الجوية الأنغولية 1983 مباشرة بعد إقلاع طائرة بوينغ 737-200 من مطار لوبانغو في لوبانغو بأنغولا، في خدمة محلية منتظمة مثل الرحلة DT 462 إلى مطار كواترو دي فيفيريرو في لواندا في 8 نوفمبر 1983. كان على متن الطائرة 126 راكبًا وأربعة من أفراد الطاقم.

## الطائرة
كانت الطائرة المعنية هي طائرة بوينغ 737-2M2 عمرها عام واحد (رقم التسجيل D2-TBN، المصنع رقم 22775، والتسلسل رقم 869) والتي كانت أول رحلة لها في 29 أبريل 1982 وتم تسليمها إلى الخطوط الجوية الأنغولية في 6 مايو من نفس العام. كانت الطائرة تعمل بمحركين توربينيين من طراز برات آند ويتني جيه تي 8 دي.

## الحادث
كانت الطائرة على ارتفاع 200 قدم (61 مترًا) وكانت تتسلق عندما بدأت في الهبوط والانعطاف يسارًا. اصطدم طرف الجناح الأيسر بالأرض، وتحطمت الطائرة واشتعلت فيها النيران. سقط الحطام على بعد 800 متر (2600 قدم) من نهاية المدرج في مطار لوبانغو. أسفر الحادث عن مقتل 130 شخصًا كانوا على متن الطائرة.

## سبب تحطم الطائرة
زعم مقاتلو يونيتا أنهم أسقطوا الطائرة، حيث اعتقدوا أنها تحمل أفراد عسكريين فقط، وذلك بصاروخ أرض-جو احتجاجًا على الحكومة الأنغولية. أفاد التحقيق الذي أجرته السلطات الأنغولية في أعقاب تحطم الطائرة بعدم وجود دليل قاطع على تلف الصاروخ، ويعتبر سبب التحطم رسمياً عطل ميكانيكي.